# Бузачинский артезианский бассейн
Бузачинский артезианский бассейн (Бозащынский артезианский бассейн) — находится в Западном Казахстане на полуострове Бузачи. Подземные воды залегают в юрских, меловых, палеогеновых песчаных и супесчаных отложениях общей мощностью от 1000—1500 до 2000—2500 м, на глубине от 200—500 до 1500—2000 м. Дебит скважин 10—27 л/с. Минерализация от 2—5 до 80—120 г/л. Пресные и слабосолоноватые воды бассейна используются для водоснабжения и орошения.